# 盧簡能
盧簡能（？—835年12月18日），字子拙，唐朝蒲州人，出自范阳卢氏，卢纶的长子，卢简辞、盧弘正、盧簡求的哥哥。
卢简能登进士第后被征辟到节度使府，入朝为监察御史、驾部员外郎。唐文宗爱卢纶之诗，问宰相卢纶有几个儿子，李德裕回答，卢纶四子：卢简能、卢简辞、卢弘止、卢简求，都登进士第，当时卢简能任员外郎、卢简辞任侍御史。唐文宗派宦官去他家，令进献文集。卢简能尽以所集五百篇献上，文宗下诏嘉赏。太和九年（835年），卢简能由驾部员外检校司封郎中，充凤翔节度判官。当时郑注、李训谋诛宦官，郑注为凤翔节度使。十月，以礼部郎中钱可复为节度副使、兵部员外郎李敬彝、驾部员外郎卢简能为节度判官、主客员外郎萧杰为观察判官、左拾遗卢弘茂为掌书记。十一月甘露之变，郑注被斩首。凤翔监军张仲清杀死郑注的家眷，以及卢简能、钱可复、萧杰、卢弘茂等人，总共一千多人。其子盧知猷。檢校司空。盧知猷子盧文度，字子澄。